# Riff
A riff kifejezés az 1920-as években került be a zenei szótárba, és eredetileg a jazz, majd a rock egy zenei eszközét jelöli. Lényege egy ostinatoszerűen ismételgetett rövid, markánsan ritmizált dallamfrázis, dallami-ritmikai motívum. Néhány forrás a ritmikai alakzat (angolul: „rhythmic figure”) kifejezés rövidítéseként magyarázza a riff szót. Először az afro-amerikai zenében bukkan fel, a work songban, a spirituáléban és balladákban, majd a szvingzenekarok játékában. A jazzmuzsikus Charlie Parker dala, a Thriving on a Riff – mint sok bebopstandard – George Gershwin I Got Rhythm dalának akkordmenetére épül. A rockzenében Tony Iommi, K.K Downing (a Black Sabbath, Judas Priest gitárosa) a riffelés egyik úttörője.
A DigitalDreamDoor portál összeállított egy listát A 100 legnagyobb gitárriff elnevezéssel, ahol a Deep Purple 1972-ben kiadott dala, a Smoke on the Water áll az első helyen.